# Italie aux Jeux olympiques d'été de 1952
L'Italie participe aux Jeux olympiques d'été de 1952, à Helsinki, en Finlande. Au total, 231 athlètes italiens, 208 hommes et 23 femmes participent à 114 compétitions dans 19 sports. Ils obtiennent à cette occasion 21 médailles : huit d'or, neuf d'argent et quatre de bronze. Ce sont essentiellement deux sports qui permettent aux Transalpins de se hisser à la 5e place du classement des nations : l’escrime et le cyclisme. Les escrimeurs italiens dominent en effet largement les débats, s’adjugeant 8 médailles dont 3 en or. Tandis que les cyclistes transalpins glanent 5 médailles dont 2 en or, terminant première nation dans le sport considéré .

## Tous les médaillés

### Médailles d’or
| Médaille                       | Nom | Sport      | Compétition                          |
| ------------------------------ | --- | ---------- | ------------------------------------ |
| Médaille d'or, Jeux olympiques | Giuseppe Dordoni                                                                                        | Athlétisme | 50 km marche                         |
| Médaille d'or, Jeux olympiques | Aureliano Bolognesi                                                                                     | Boxe       | Poids légers (-60 kg)                |
| Médaille d'or, Jeux olympiques | Enzo Sacchi                                                                                             | Cyclisme   | Vitesse individuelle                 |
| Médaille d'or, Jeux olympiques | Marino Morettini Loris Campana Mino De Rossi Guido Messina                                              | Cyclisme   | Poursuite par équipe                 |
| Médaille d'or, Jeux olympiques | Edoardo Mangiarotti                                                                                     | Escrime    | Épée                                 |
| Médaille d'or, Jeux olympiques | Dario Mangiarotti Edoardo Mangiarotti Giuseppe Delfino Franco Bertinetti Roberto Battaglia Carlo Pavesi | Escrime    | Épée, épreuve par équipes            |
| Médaille d'or, Jeux olympiques | Irene Camber                                                                                            | Escrime    | Fleuret, épreuve individuelle femmes |
| Médaille d'or, Jeux olympiques | Agostino Straulino                                                                                      | Voile      | Star                                 |

### Médailles d’argent
| Médaille                           | Nom                                                                                                   | Sport      | Compétition                               |
| ---------------------------------- | --- | ---------- | ----------------------------------------- |
| Médaille d'argent, Jeux olympiques | Adolfo Consolini                                                                                      | Athlétisme | Lancer du disque                          |
| Médaille d'argent, Jeux olympiques | Sergio Caprari                                                                                        | Boxe       | Poids plumes (-57 kg)                     |
| Médaille d'argent, Jeux olympiques | Dino Bruni Gianni Ghidini Vincenzo Zucconelli                                                         | Cyclisme   | Course par équipes                        |
| Médaille d'argent, Jeux olympiques | Marino Morettini Loris Campana Mino De Rossi Guido Messina                                            | Cyclisme   | Kilomètre                                 |
| Médaille d'argent, Jeux olympiques | Dario Mangiarotti                                                                                     | Escrime    | Épée, épreuve individuelle                |
| Médaille d'argent, Jeux olympiques | Edoardo Mangiarotti                                                                                   | Escrime    | Fleuret, épreuve individuelle             |
| Médaille d'argent, Jeux olympiques | Mauro Racca Giorgio Pellini Renzo Nostini Roberto Ferrari Vincenzo Pinton Gastone Darè                | Escrime    | Sabre, épreuve par équipes                |
| Médaille d'argent, Jeux olympiques | Giancarlo Bergamini Antonio Spallino Giorgio Pellini Renzo Nostini Manlio Di Rosa Edoardo Mangiarotti | Escrime    | Fleuret, épreuve par équipes              |
| Médaille d'argent, Jeux olympiques | Ignazio Fabra                                                                                         | Lutte      | Lutte gréco-romaine, Poids mouche - 52 kg |

### Médailles de bronze
| Médaille                            | Nom | Sport      | Compétition                   |
| ----------------------------------- | --- | ---------- | ----------------------------- |
| Médaille de bronze, Jeux olympiques | Bruno Visintin | Boxe       | Poids super-légers (-63,5 kg) |
| Médaille de bronze, Jeux olympiques | Antonio Maspes Cesare Pinarello | Cyclisme   | Tandem                        |
| Médaille de bronze, Jeux olympiques | Manlio Di Rosa | Escrime    | Fleuret, épreuve individuelle |
| Médaille de bronze, Jeux olympiques | Raffaello Gambino Cesare Rubini Maurizio Mannelli Geminio Ognio Gildo Arena Renato De Sanzuane Carlo Peretti Renato Traiola Vincenzo Polito Salvatore Gionta Lucio Ceccarini | Water polo |                               |